# Di-tert-butyldicarbonaat
Di-tert-butyldicarbonaat is een reagens dat regelmatig gebruikt wordt bij organische syntheses. Deze carbonaatester reageert met amines en geeft zo N-tert-butoxycarbonyl- of zogenaamde t-BOC-derivaten. Deze derivaten gedragen zich niet als amines, wat de mogelijkheid biedt om transformaties uit te voeren die in een ander geval met het amine zouden gereageerd hebben. Het t-BOC kan dan later verwijderd worden van het amine door zuren te gebruiken. Met andere woorden: t-BOC doet dienst als beschermende groep, bijvoorbeeld in de synthese van peptiden. Het reageert slechts zelden met basen en nucleofielen.

## Synthese
Di-tert-butyldicarbonaat is goedkoop, dus het wordt meestal aangekocht. Industrieel wordt het bereid uit tert-butanol, koolstofdioxide en fosgeen, met DABCO als base:
Deze syntheseroute wordt momenteel commercieel gebruikt door Chinese en Indische producenten. Europese en Japanse bedrijven gebruiken de reactie van natrium-tert-butoxide met koolstofdioxide, gekatalyseerd door p-tolueensulfonzuur of methaansulfonzuur. Dit proces vereist echter een distillatie om een zeer zuiver product te verkrijgen.
Di-tert-butyldicarbonaat is ook beschikbaar als een 70% oplossing in tolueen of THF. Aangezien het een laag smeltpunt heeft, wordt het vaak in vloeibare toestand opgeslagen en behandeld.

## Toepassingen

### Bescherming van een aminegroep
De t-BOC-groep kan aan een amine geaddeerd worden in waterig midden. Er wordt dan gebruikgemaakt van di-tert-butyldicarbonaat in aanwezigheid van een base zoals natriumbicarbonaat. De bescherming van het amine kan ook doorgaan in een oplossing van acetonitril, met 4-dimethylaminopyridine (DMAP) als base.
Het verwijderen van de t-BOC-groep in aminozuren gebeurt met sterke zuren, zoals geconcentreerd trifluorazijnzuur of trifluorazijnzuur in dichloormethaan. Dit is ook mogelijk met zoutzuur in methanol of met kaliumcarbonaat in methanol bij kamertemperatuur.

### Andere toepassingen
De synthese van 6-acetyl-1,2,3,4-tetrahydropyridine, een belangrijk aroma in brood, gevormd uit 2-piperidon, wordt uitgevoerd met behulp van di-tert-butyldicarbonaat. De eerste stap in deze reactie is de vorming van het carbamaat, uit de reactie van het secundaire amine met di-tert-butyldicarbonaat in acetonitil, met DMAP als base: